# Hans Jakob Christoffel von Grimmelshausen
Hans Jakob Christoffel von Grimmelshausen (1621 – 17 d'agost de 1676) va ser un escriptor alemany.

## Biografia
Grimmelshausen nasqué a Gelnhausen. Quan ell tenia 10 anys va ser raptat per soldats de Hessen i va experimentar les aventures de la vida militar durant la Guerra dels Trenta Anys. Quan aquesta guerrà acabà, Grimmelshausen entrà al servei de Franz Egon von Fürstenberg, bibe d'Estrasburg. L'any 1665, ell va ser fet Schultheiss (magistrat) a Renchen a Baden. Aleshores es va dedicar a la literatura. Morí a Renchen, on se li va dedicar un monument l'any 1679.

## Obres
l'obra de Grimmelshausen té gran influència de les obres d'Utopia i Distopia i de la literatura de viatges i la seva obra Simplicius Simplicissimus va ser la novel·la més llegida d'aquell segle a Alemanya. Anteriorment sembla que havia escrit Der fliegende Wandersmann nach dem Mond, una traducció de la traducció de Jean Baudoin L'Homme dans la Lune, feta de l'original en anglès de Francis GodwinThe Man in the Moone,
El 1668, Grimmelshausen publicà Der abenteuerliche Simplicissimus Teutsch, d.h. die Beschreibung des Lebens eines seltsamen Vaganten, genannt Melchior Sternfels von Fuchsheim,

### Altres obres
Les anomenades Simplicianische Schriften:
- Die Ertzbetrügerin und Landstörtzerin Courasche (1669)
- Der seltsame Springinsfeld (1670)
- Das wunderbarliche Vogelnest (1672)

També publicà sàtires, com Der teutsche Michel (1670), i novel·les galants com Dietwald und Amelinde (1670).

## Llegat
- Landstörtzerin Courasche de Grimmelshausen va insporar a Bertolt Brecht per la seva obra 'mare coratge i els seus fills.
- Der abenteuerliche Simplicissimus inspirà la revista satírica Simplicissimus
- L'òpera Simplicius Simplicissimus està basada en la novel·la delmateix nom de Grimmelshausen.